# Jan Michał Link

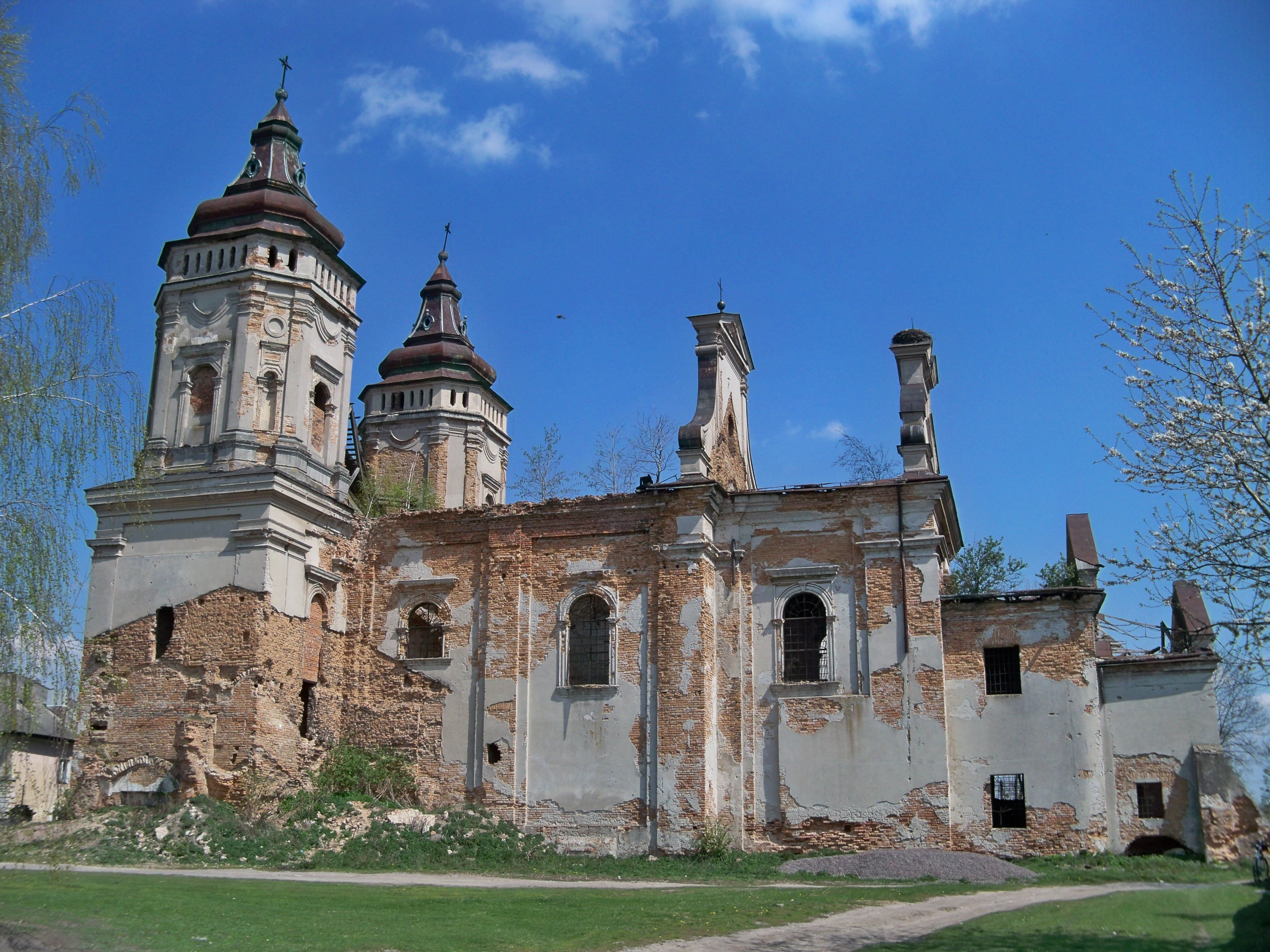
Kościół św Marka w Warężu stan z 2015

Jan Michał Link właściwe Hans Michel Linck (zm. przed 15 maja 1698) – inżynier wojskowy, major artylerii i architekt Zamościa. 
Studiował architekturę u Jana Jaroszewicza. W 1652 został zaangażowany przez Zamoyskich do prac projektowo-budowlanych w Zamościu i pozostał tam aż do swojej śmierci. Pełnił tu funkcję ceikwarta (opiekuna) arsenału. Jako nadworny architekt ordynata Marcina Zamoyskiego w Zamościu zamieszkał dopiero pod koniec życia w kamienicy Linkowskiej przy Rynku Wielkim w budynku, którego fasadę sam zaprojektował. W 1687 aż do swojej śmierci prowadził prace fortyfikacyjne w Twierdzy Zamość. W tym czasie przebudowany został bastion III, w którego narożach dolnych barków umieścił wieżyczki strażnicze, przed V i VI bastionem narożne kojce, a także prace budowlane przy innych bastionach.
Wśród budynków zaprojektowanych przez Jana Michała Linka są również:
- kościół św. Marka w Warężu
- kościół Wniebowzięcia Najświętszej Marii Panny w Uhnowie

Jego autorstwu przypisywane są:
- kościół Wniebowzięcia Matki Bożej i klasztor dominikanów w Tarnobrzegu
- kościół pw. św. Jana Chrzciciela i przyległy klasztor w Janowie Lubelskim
- kościół św. Michała w Sandomierzu
- cerkiew greckokatolicka w Warężu